# Citrulin
Organsko jedinjenje citrulin je α-aminokiselina. Ime jedinjenja potiče od lat. citrullus za lubenica, iz koje je prvi put izolovano 1914. Finalna identifikacija je urađena 1930. Njegova hemijska formula je . On je ključni intermedijer u ciklusu ureje, metaboličkom putu kojim životinje izlučuju amonijak.